# Střední průmyslová škola Hradec Králové
Střední průmyslová škola má své počátky již v roce 1923, kdy byla na kraji Hradce Králové vybudována moderní konstruktivistická stavba určená pro Státní odbornou koželužskou školu (jedinou ve střední Evropě), navržená vrchním hradeckým architektem Josefem Gočárem.
Od 1. 8. 2013 se Střední odborná škola a Střední odborné učiliště, Hradec Králové, Hradební 1029 slučuje se Střední průmyslovou školou, Hradec Králové, Hradecká 647 a vzniká nová příspěvková organizace Střední průmyslová škola, Střední odborná škola a Střední odborné učiliště, Hradec Králové.

## Obory vzdělávání

### Studijní maturitní obory

#### Informace
- 18-20-M/01 - informační technologie
- 16-02-M/01 - průmyslová ekologie
- 72-41-M/01 - informační služby

#### Strojírenství
- 23-41-M/01 - programování CNC strojů, 3D modelování
- 23-41-M/01 - automatizační technika

#### Elektrotechnika
- 26-41-M/01 - automatizované systémy
- 26-41-M/01 - počítačové systémy

### Učební maturitní obory
- 23-45-L/01 - mechanik seřizovač
- 23-44-L/01 - mechanik strojů a zařízení
- 26-41-L/01 - mechanik elektrotechnik

### Učební obory
- 23-56-H/01 - obráběč kovů
- 23-51-H/01 - strojní mechanik
- 23-52-H/01 - nástrojař
- 26-51-H/01 - elektrikář
- 26-51-H/02 - elektrikář - silnoproud
- 26-52-H/01 - elektromechanik pro zařízení a přístroje, elektrotechnik
- 82-51-H/01 - umělecký kovář a zámečník, pasíř